# 浅間山古墳 (栄町)
浅間山古墳（せんげんやまこふん）は、千葉県印旛郡栄町龍角寺にある龍角寺古墳群に属する、7世紀前半に築造されたと考えられる前方後円墳である。

## 概要
浅間山古墳が所属する龍角寺古墳群は、古墳時代後期の6世紀第2四半期に古墳の造営が始まった。古墳群は現在までに114基の古墳の存在が確認されているが、浅間山古墳は古墳群内最大の前方後円墳で、墳丘長は78メートルとされている。
浅間山古墳には複室構造の横穴式石室があり、石室は筑波山付近から運ばれた片岩の板石を用いて築造されており、石室内からは金銅製冠飾、銀製冠、金銅製の馬具や挂甲などが出土した。
墳丘からは埴輪は検出されておらず、前方後円墳最末期の古墳であることは間違いないとされるが、石室の構造や出土品から浅間山古墳の造営を7世紀第2四半期という新しい時期を想定する研究者もあり、一般的には6世紀末から7世紀初頭と考えられている前方後円墳の終焉時期との関係で論議を呼んでいる古墳である。
龍角寺古墳群を造営した首長は印波国造と考えられており、浅間山古墳の造営以前は、同じ印旛沼北東部にある公津原古墳群を造営した首長の勢力が龍角寺古墳群を造営した首長を上回っていたと考えられるが、6世紀末以降、勢力を強めた龍角寺古墳群を造営した首長は、周辺地域では最も大きい前方後円墳の浅間山古墳を造営し、その後、日本最大級の方墳である岩屋古墳を造営し、更には7世紀後半には龍角寺を創建したと考えられている。
浅間山古墳を含む龍角寺古墳群は、古墳時代後期から龍角寺の創建に代表される飛鳥時代にかけての地方首長のあり方を知ることができる重要な遺跡と評価されている。古墳群のうち、岩屋古墳は1941年（昭和16年）に単独で国の史跡に指定されていたが、2009年（平成21年）2月12日付けで、浅間山古墳を含む周辺の古墳群が追加指定され、史跡指定名称は「龍角寺古墳群・岩屋古墳」と改められた。また、浅間山古墳の出土品は2009年（平成21年）3月4日、千葉県の有形文化財に指定された。

## 立地と龍角寺古墳群

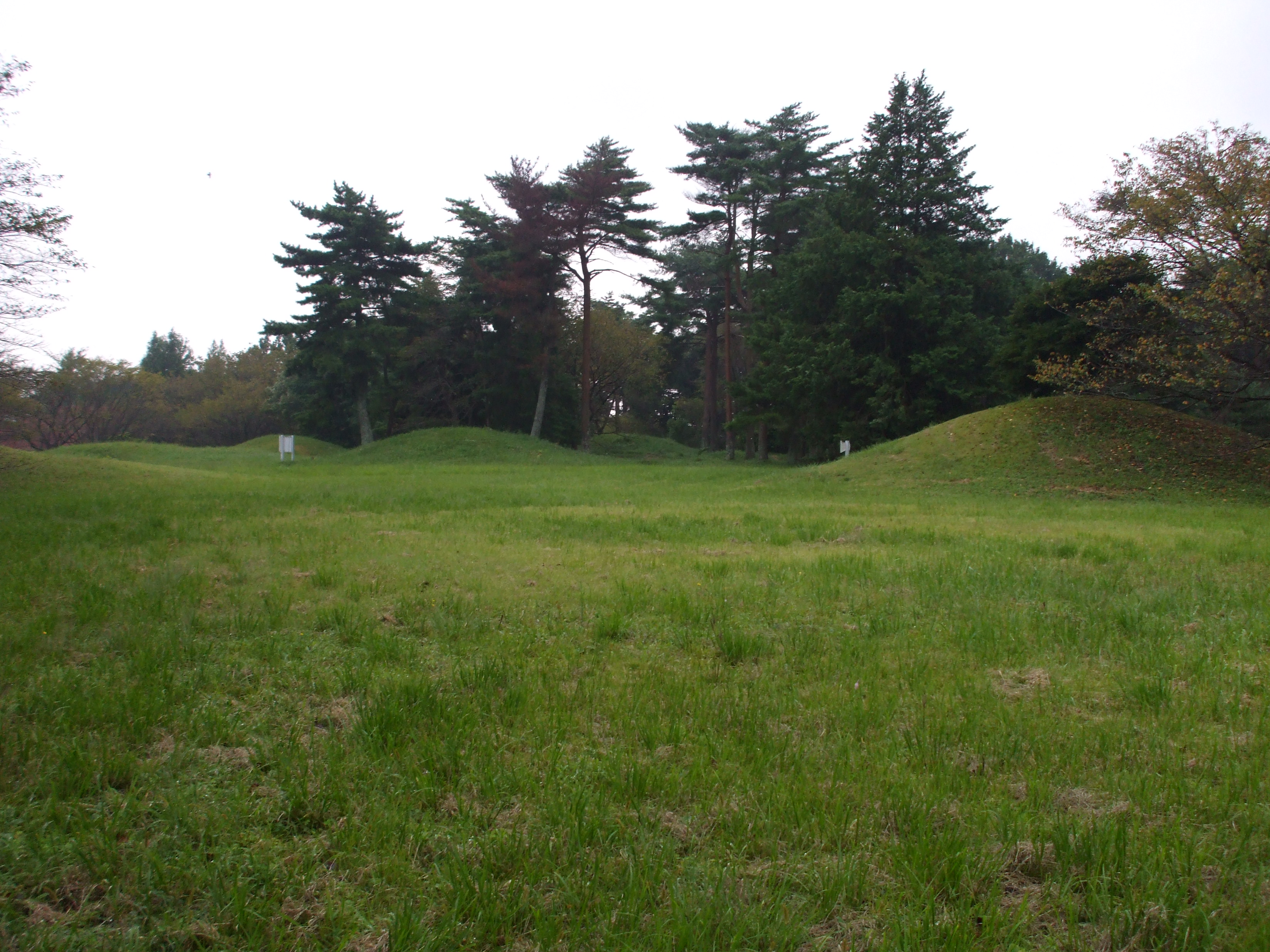
龍角寺古墳群

龍角寺古墳群は、印旛沼東岸の標高約30メートルの下総台地上に広がっている。その中で浅間山古墳は墳丘東側から伸びている谷の源頭部に築造されている。龍角寺古墳群では、浅間山古墳以前に造営された前方後円墳や円墳は、丘陵内の印旛沼に面した高台に造営されたのに対し、竜角寺岩屋古墳以降の後期に造営された方墳は、浅間山古墳と同じく丘陵東側に面した谷の源頭部に築造されており、古墳の規模のみならず築造場所から見ても浅間山古墳の築造は竜角寺古墳群の画期であったことがわかる。丘陵東側の谷は、古墳築造当時は香取海に注いでいた川の源流部に当たり、浅間山古墳は印旛沼よりも香取海を重視した立地であった。
龍角寺古墳群は6世紀第2四半期に最初の古墳が造営されたと考えられており、これは南隣の公津原古墳群が4世紀前半からの古墳の造営が見られることと比べて、新しい時期に古墳の築造が開始されたことがわかる。6世紀前半には船塚古墳が造営されるなど、当初は公津原古墳群を造営した首長が地域の主導権を握っていたものと考えられるが、6世紀後半には目立った古墳は築造されなくなり、龍角寺古墳群を築造した首長に主導権が移ったものと考えられている。
また龍角寺古墳群は地域を代表する首長墓ばかりではなく、その下位の首長墓を含めた複数系列の首長を葬る古墳が同時に築造されていたものと考えられている。つまり龍角寺古墳群最大の前方後円墳である浅間山古墳は、周辺地域の各首長を葬った龍角寺古墳群の盟主墳であり、同時期に周辺古墳群で造営された古墳の中でも最大である事実から、印旛沼周辺を代表する首長を葬った古墳と見られている。
なお龍角寺古墳群では、浅間山古墳の築造後は岩屋古墳、みそ岩屋古墳といった方墳の築造が行われた。これは内裏塚古墳群など、古墳時代後期から終末期古墳の時代にかけての千葉県内の古墳群、さらには埼玉古墳群など関東地方の有力古墳群でも確認できる現象である。

## 調査と発掘の経緯
浅間山古墳はかねてから龍角寺古墳群最大の前方後円墳として知られていた。龍角寺古墳群について研究され始めた当時、浅間山古墳は古墳群の中で最初に造営された古墳と考えられていた。浅間山古墳について最初に本格的な調査が行われたのは、1979年（昭和54年）から1981年（昭和56年）にかけて、千葉県教育庁文化課によって龍角寺古墳群の墳丘の測量調査が行われた際のことであった。この時の調査では現存の墳丘長が66メートルある、印旛沼北岸では最大級の前方後円墳であることが判明した。
千葉県史編纂の資料収集の一環として、千葉県史料研究財団は1994年（平成6年）から、当面の発掘調査や史跡整備の対象になっていない千葉県内の古墳の中で、墳丘長60メートルを越える、古墳が築造された地域や時代を代表するような古墳を5ヶ所選定し、測量調査を行うことになった。浅間山古墳は房総風土記の丘の敷地外となったために整備されることもなく、荒れ果てていたが、調査対象古墳の一つに選定され、初年度である1994年（平成6年）11月から12月にかけて測量調査と1995年（平成7年）1月には内部レーダー調査が行われた。
その後、やはり千葉県史編纂の資料収集の一環として、千葉県史料研究財団は古代史関連では3ヵ所の重要遺跡の発掘を計画した。その中でまず龍角寺古墳群にある全国最大級の方墳である岩屋古墳の発掘が検討されたが、岩屋古墳は発掘が困難であったため、同じ龍角寺古墳群に属する浅間山古墳を発掘することとなった。
浅間山古墳の発掘は、まず1996年（平成8年）7月下旬から9月上旬にかけて墳丘や周溝部分の調査を行い、その中で埋葬施設の確認がなされた。その後1996年（平成8年）9月下旬から翌1997年（平成9年）2月後半にかけて、埋葬施設の調査が行われた。発掘調査の結果、浅間山古墳は7世紀前半、龍角寺古墳群の中でも最後の頃に造営された前方後円墳であることが確定した。

## 構造

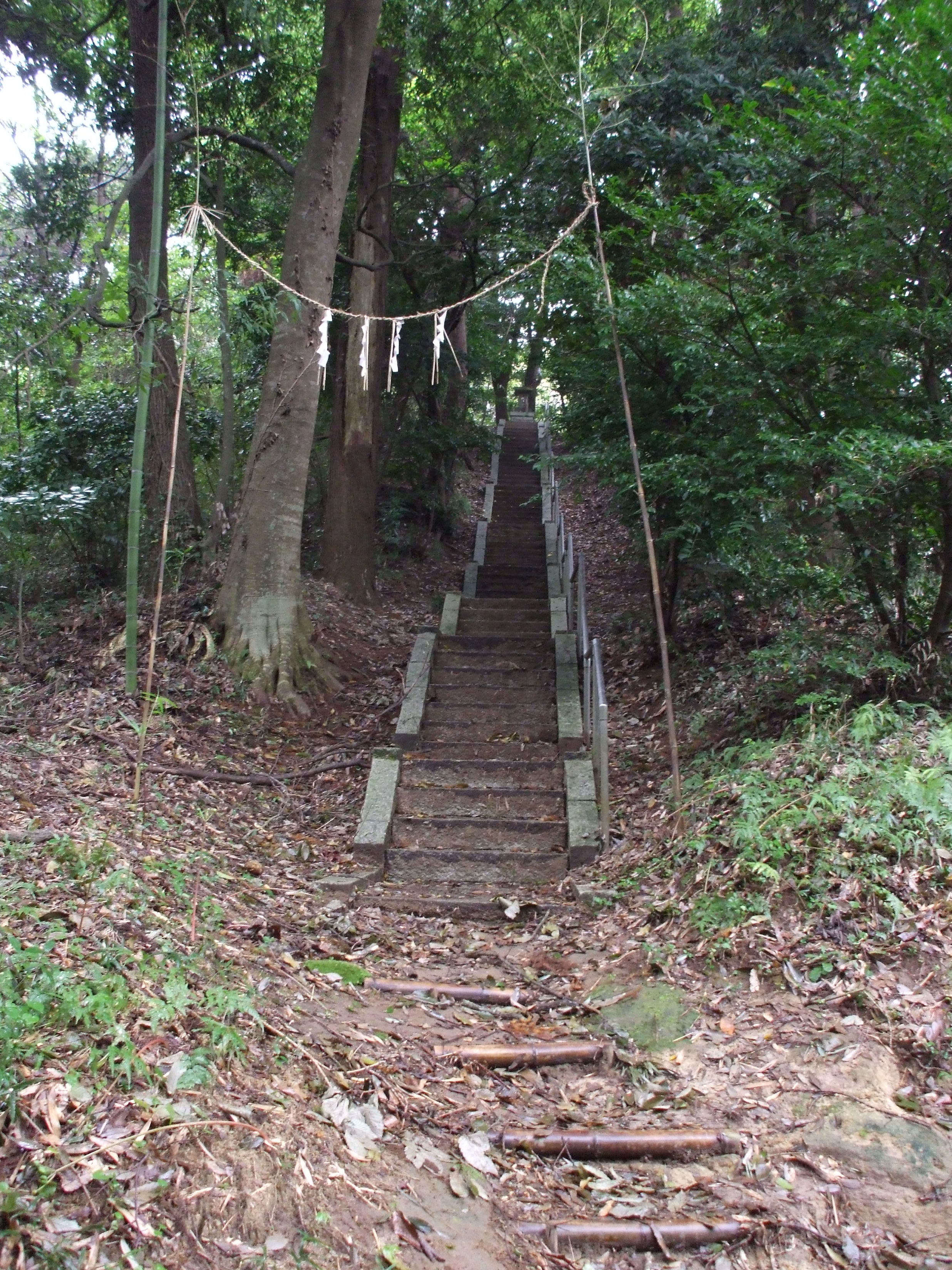
浅間山古墳の後円部、墳頂には浅間社が祭られている。

1994年（平成6年）の調査により、66メートルとされていた墳丘長は、元来は78メートルあったものと推定された。終末期の前方後円墳らしく後円部よりも前方部が発達しているが、前方部の長さがやや寸詰まりの墳形が特徴的である。またレーダー調査とトレンチ調査の結果、墳丘裾を巡る幅7-8メートル、深さ約1.3メートルの周溝があったことが判明した。ただし、墳丘北西部には台地があって、その部分には周溝がなかった可能性が高いとされるが、墳丘の裾は平坦にしていたものと考えられている。
墳丘は三段築成で、一段目と二段目は低く、三段目が高かったと考えられている。築造当時の墳丘の高さは前方部が約7メートル、後円部が約6.7メートルで、前方部と後円部の高さはほぼ等しかったと見られている。
なお、浅間山古墳の墳丘は築造当初からかなり大きな改変を受けている。後円部北側には八坂神社があって墳丘の一部が削られ、後円部西側から前方部にかけては畑地として大きく削られている。前方部前面、そして前方部と後円部東側も削られている。そして後円部墳頂には浅間社があり、もともとの墳丘よりも約1.4メートル土盛りがされているため、現況では前方部よりも後円部の方が高くなっている。
浅間山古墳には、後円部南側を入り口にした複室構造の横穴式石室がある。全長は6.68メートル、幅は最大2.34メートル、高さ最大2.01メートルである。石室は筑波山周辺で産出される片岩で造られており、仕切りとなる石によって羨道、前室、後室の三区画に分けられる。片岩は大型の石材も用いられており、香取海の水運を用いて筑波山周辺から持ち込まれたと考えられている。前室の入り口部分は小さな石を敷き詰めていたが、入り口部分以外の前室と後室には、片岩の板石が敷かれていた。また石室内の羨道そして前室と後室は壁面に白土が塗られていた。石室の壁面に白土が塗布されていたため、壁画の有無についても調査されたが、壁画は確認されなかった。
石室の前庭部は石材の破片や粘土を含む土と、ローム土を交互に突き固める版築工法によって整地がなされており、横穴式石室の築造と並行して造られたものと考えられる。そして前庭部両脇は、黒色と黄色の粘土質の土を交互に突き固めるやはり版築工法が用いられており、これは石室両脇でも行われている可能性がある。また前庭部には柱穴が3つ確認されており、発掘結果から、前庭部の整地が終わった後に柱穴が掘り込まれたことがわかった。これは前庭部で古墳の被葬者の葬送儀礼が行われた際に使用された柱の跡との見方がなされている。
また石室前庭部の西側に、長さ6メートル、幅5メートル、深さは3メートルを越える大きな土坑が検出された。発掘内容から石室の築造前に掘られたものと考えられ、古墳の地鎮祭のようなものを行った跡との見方と、石室築造前の整地作業の一環との説があるが、
土坑内から全く遺物が検出されなかった点から、整地作業の一環であった可能性が高いとされる。

## 埋葬施設と出土品
浅間山古墳は特徴的な埋葬施設、そして出土品の内容と、特異な遺物の検出状況が大きな論議を呼んでいる。

### 埋葬施設
浅間山古墳の横穴式石室の後室には、石室を構築していたのと同じ、筑波山周辺産の片岩を組み合わせて作られた石棺がある。石棺内部も石室で確認されたのと同じく、白土の塗布が確認された。しかし石棺内はほとんど空洞で、副葬品や遺骨は全く検出されなかった。後述のように石棺が安置されていた後室は盗掘の影響をあまり受けなかったと考えられており、石棺は盗掘の結果空になったわけではなく、何らかの理由で空のままであったと考えられている。
出土品と漆膜の検出状況から、前室部には漆塗りの木棺が安置されていた可能性が高いと考えられている。浅間山古墳の漆塗棺に用いられている漆の質はあまり良くなく、精製を十分行っていない漆を木棺に直接塗ったものと考えられる。しかし6世紀末から7世紀にかけて、漆塗棺が用いられた例は複数見られるものの、その多くは高松塚古墳など、畿内の有力者を葬ったと考えられる古墳で、関東地方で漆塗棺が使用された例は、現在のところ浅間山古墳以外では埼玉県行田市にある八幡山古墳のみであり、貴重な例であるといえる。

### 遺物の出土状況
浅間山古墳の出土品検出状況はかなり特徴的である。まず羨道の天井石上から鉄製の小札、大刀の破片、鉄製の馬具の破片などがまとまって出土した。これは羨道部の天井石上にあった杉の木の、根の部分から出土したものである。天井石上からまとまって出土したことから埋葬時に置かれた可能性も残るが、破片が出土していることから、前庭部にあった遺物が杉根の伸長によって羨道部の天井石上まで移動したとの見方が有力である。
浅間山古墳での出土品の検出状況で最も特徴的なのは、羨道前の前庭部から大量の遺物が検出されたことである。前庭部の遺物は、大きく分けて前庭部に堆積した土砂の上部と下部の二層に分かれて出土している。前庭部に堆積した土砂の上部からは鉄製馬具の破片、大刀破片などが検出され、これは平安時代に行われたと考えられる盗掘時に、石室内から持ち出された遺物の破片であると考えられている。前庭部に続く羨道に堆積した土砂の上部からは、盗掘時に用いられたと見られる平安時代中期の灯明皿が出土している。灯明皿が検出された付近からは特に大量の遺物の破片が見つかっており、盗掘者が遺物の選別を行った可能性が指摘されている。
前庭部に堆積した土砂の下部からも大量の遺物が出土した。検出された副葬品の多くは鉄製小札であるが、その他にも金銅製馬具、銀製の飾り金具、耳環、鉄製馬具、鉄鏃など、浅間山古墳で発掘された主要な出土品のうち、冠類以外はほぼ全て前庭部から出土している。この前庭部下層の出土品は、出土状況から見て平安時代の盗掘者によって持ち出されたものとは考えにくく、埋葬時からあまり時間を置かない時期に石室内から持ち出されたものと考えられるが、もともと初葬時から前庭部に埋葬された可能性を指摘する研究者もいる。また前庭部からは、7世紀中ごろから後半にかけて東海地方で作られた須恵器が見つかっている。須恵器については他の遺物と異なり、埋葬当初から発掘された場所に置かれていたものと考えられている。なお、羨道に堆積した土砂の下部からはわずかな遺物しか検出されなかった。
前室からは主に床石とその直上部から遺物が発掘されている。金銅製馬具、鉄製馬具、金銅製の透かし彫り金具、鉄製小札などの他に、釘と漆膜が検出されており、前室には漆塗りの木棺が安置されていたと考えられている。前室内の遺物の中で、奥に近い場所から検出された金銅製馬具などは埋葬当初の場所から動かされていない可能性が高いが、その他の遺物は埋葬当初に安置された場所から動かされていると考えられている。これは価値が高い金銅製品が多く残されていることなどから盗掘者が動かしたものとは考えにくく、やはり埋葬後ほどなく移動されたものと考えられている。また前室に堆積した土砂の下層には石材類の破片などが含まれていて、人為的に埋められた可能性が高い。なお人為的な石室内の埋め立ては後室でも確認できる。
後室も発掘当時土砂が堆積していた。後室は盗掘者の撹乱の跡が確認されず、盗掘の影響をあまり受けなかったものと考えられる。奥室内に堆積した土砂の多くは、石棺埋葬後に後室内に運び込まれた土砂であると考えられている。遺物は堆積した土砂の上層と下層の2層に集中していた。上層からは大刀、金銅製の刀装具などが検出された。堆積した土砂の下層からは金装の飾り弓、耳輪などの他に金銅製冠飾と銀製の冠が出土した。
浅間山古墳では平安時代の盗掘以降、石室内に人が立ち入った形跡はない。平安時代の盗掘では後室は比較的影響を受けず、冠類など多くの貴重な遺物が発掘されたが、埋葬当初に安置された場所から副葬品が大きく移動された形跡がある。また石室内を土砂で埋めるという行為がなされたと考えられ、更には盗掘時の撹乱のため、発掘された副葬品の評価を困難にしている。
なお、墳丘からは埴輪、葺石は検出されず、埴輪がないことからも浅間山古墳は前方後円墳最終期の古墳であると考えられている。

### 出土品
浅間山古墳から発掘された副葬品は、金銅製冠飾と銀製の冠、金銅製と銀製の透かし彫り金具などの装飾品、大刀、金装の飾り弓、鉄鏃などの武器類、鉄製の挂甲などの武具、金銅製と鉄製の馬具、その他刀子や斧、須恵器などである。
出土品の内容的には古墳時代における一般的な副葬品の構成であるが、個々に見ていくと金銅製冠飾、銀製の冠、金銅製馬具などは7世紀前半の作と考えられ、金銅製と銀製の透かし彫り金具は仏教美術の影響も見られ、やはり7世紀前半のものとされる。また鉄鏃も同じく7世紀前半代のものと見られており、7世紀初頭のものと考えられる出土品は大刀、挂甲など数少ない。最も新しい出土品は前庭部から検出された須恵器であり、7世紀半ばから後半にかけてものとされる。
浅間山古墳から出土した金銅製冠飾と銀製の冠は、ヤマト王権ないしは畿内の有力豪族と浅間山古墳の被葬者との関わりあいを示すものとも考えられ、また金銅製馬具は関東地方から東北方面に向かう道筋にあたる房総や常陸方面で多く発掘されており、香取海に近く、東北方面への交通の要衝に位置する浅間山古墳の被葬者が、ヤマト王権内で重要視されていたことを示すと考えられている。

## 築造時期
浅間山古墳は横穴式石室の形態、そして出土品の内容から判断される古墳築造の時期をめぐって論争がある。まず浅間山古墳の横穴式石室は、筑波山周辺で産出される片岩を組み合わせて造られたものであり、石室の形態的に7世紀初頭のものであるとの説と、もう少し遅い7世紀第2四半期頃のものとの説がある。
石室の形態以上に問題が大きいのが出土品である。まず出土品の多くが7世紀前半のもので、全国的に前方後円墳が消滅したとされる7世紀の初頭以前に遡ると考えられる出土品は少ない。前述のように浅間山古墳の石室は平安時代に盗掘を受けているが、出土内容からみて盗掘の被害を受けなかった可能性が高く、埋葬当初の場所で発掘されたと考えられる金銅製の馬具は、7世紀第2四半期頃のものとされる。
前方後円墳は全国的に6世紀末から7世紀初頭にかけて消滅したと考えられているが、7世紀第2四半期に造営された可能性がある浅間山古墳は、前方後円墳消滅の時期をめぐる論議に少なからぬ問題を投げかけている。浅間山古墳の造営が7世紀初頭であるとする考え方では、出土品の項での説明でも触れたように、石室内の副葬品が盗掘以外の理由で大きく動かされている形跡があるため、古墳の造営も初回の埋葬も7世紀初頭に行われたものの、何らかの理由で初葬時の副葬品の多くが運び出されてしまったため、現在確認される副葬品が古墳築造よりも後世のものになったとの仮説や、古墳築造後何らかの理由で埋葬が遅れてしまい、古墳の築造と埋葬の時期にずれが生じたのではないかとの仮説が出されている。

## 龍角寺との関係

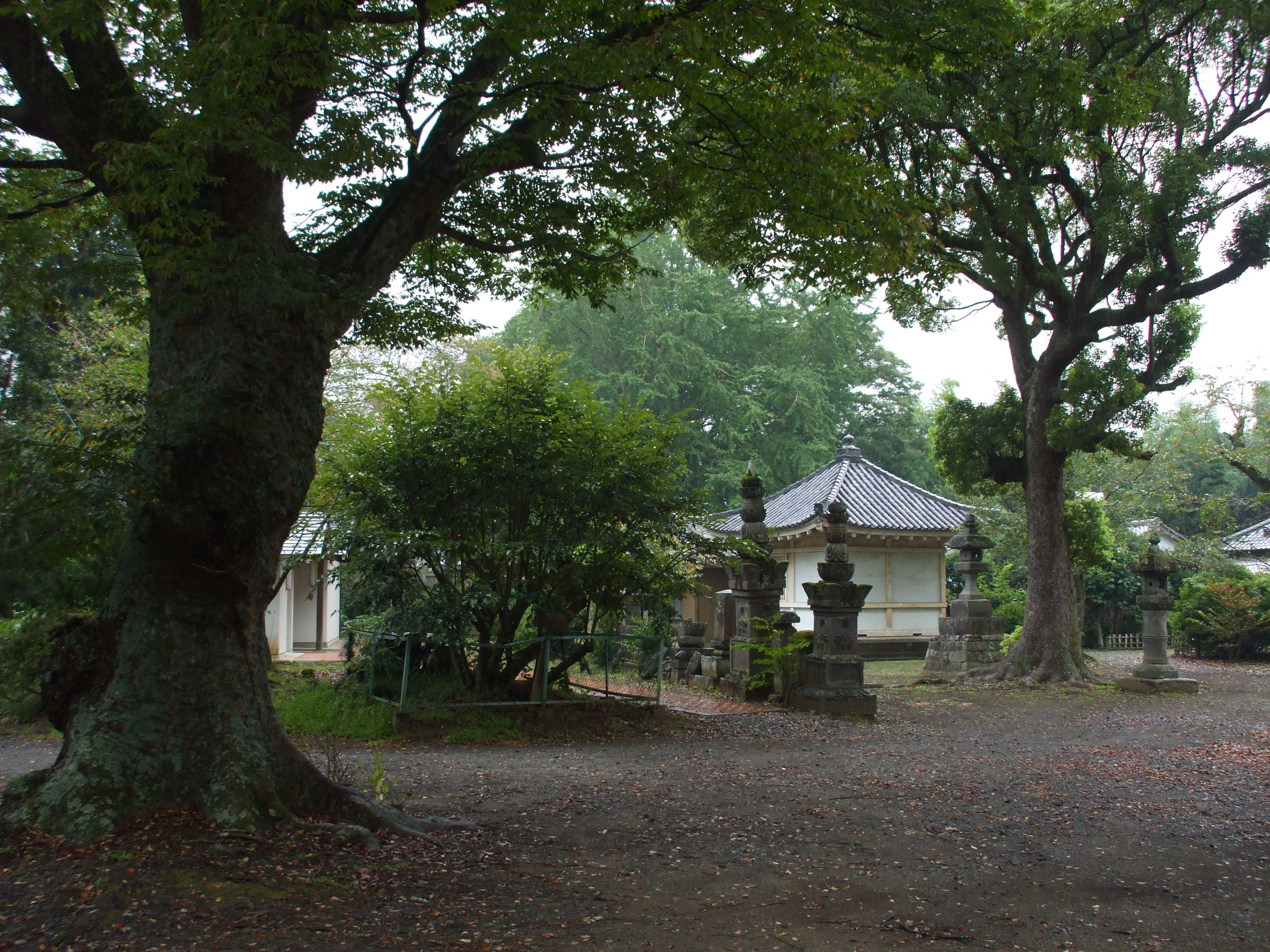
龍角寺境内

浅間山古墳の造営後、龍角寺古墳群では日本最大級の方墳である岩屋古墳が造営された。そして古墳北方に7世紀半ばから後半にかけて龍角寺が造営される。浅間山古墳と岩屋古墳を造営した印旛沼周辺を支配していた首長、印波国造が龍角寺を造営したものと考えられている。
龍角寺古墳群を築造した首長は、6世紀末以降、それまで地域で主導的な役割を果たしていたものと考えられる公津原古墳群を造営した首長に替わって、浅間山古墳や岩屋古墳という地域を代表する大型古墳を造営するようになった。龍角寺古墳群を築造したと考えられる印波国造は、下総から常陸、そして東北方面へと向かう交通の要衝であった香取海の水運の拠点を押さえることによって勢力を強めたものと考えられている。浅間山古墳以降の龍角寺古墳群の古墳が印旛沼方面よりも、北東方向の香取海を意識した立地であることはそうした事実の表れと解釈されている。
また龍角寺が造営されたのとほぼ同時期に、香取神宮と鹿島神宮の社殿が造営されたとの見方もあり、これもやはり香取海を通して常陸、そして東北方面へ向かうルートをヤマト王権が重要視していたことの表れと見られている。龍角寺古墳群を造った印波国造と考えられる首長は、ヤマト王権が重要視する交通路を押さえることにより王権との結びつきを強め、浅間山古墳に示されるようにその力を強めたとされる。
また、龍角寺古墳群の近くには埴生郡衙跡とされる大畑遺跡群がある。これは6世紀の古墳時代後期以降、龍角寺古墳群を造った首長は、7世紀後半の龍角寺建立、そして律令制が成立した後も郡司となってその勢力を保ったことを示唆しており、龍角寺古墳群の画期である浅間山古墳の持つ意味は大きいと言える。

## 特徴

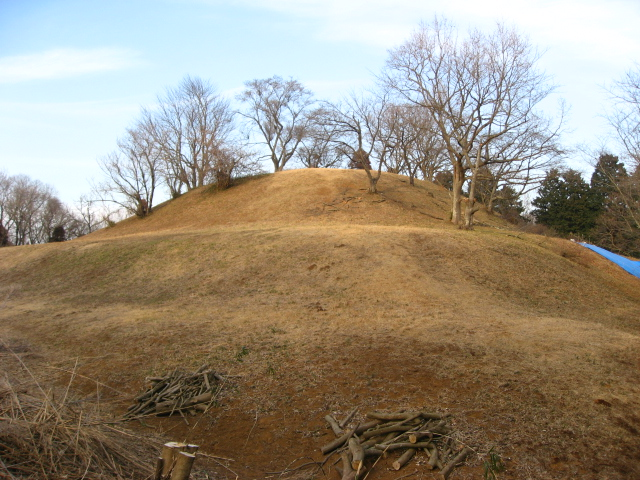
岩屋古墳

浅間山古墳は、石室内に安置されていた石棺の中は盗掘に遭っていないと考えられるのにもかかわらず石棺内は空であり、また遺物の検出状況から埋葬後ほどなく副葬品が動かされた上、石室内を土砂で埋めたと考えられているなど、特異な埋葬状況が明らかになっている。そして平安時代には盗掘も行われており、発掘結果の評価が難しい面があるが、古墳の規模や立地、発掘結果や出土品などから浅間山古墳の特徴が浮かび上がってくる。
浅間山古墳は、房総半島では木更津市の祇園・長須賀古墳群に属する金鈴塚古墳、富津市の内裏塚古墳群に属する三条塚古墳、大堤・蕪木古墳群に属する山武市にある大堤権現塚古墳と並んで、前方後円墳最末期の地域での最有力古墳と考えられている。その中でも浅間山古墳の築造時期は、全国的に前方後円墳が消滅したと考えられている6世紀末から7世紀初頭との説もあるが、それよりも新しい7世紀第二四半期頃のものとの説もある。つまり全国的に見ても浅間山古墳は前方後円墳の中でも最も新しい古墳の一つと考えられており、前方後円墳の消滅時期をめぐる論議に少なからぬ影響を与えている。
印旛沼周辺では最大の前方後円墳である浅間山古墳は、立地的にもこれまでの印旛沼に面した場所から東北方向の香取海方面を意識した場所に築造されるというように、浅間山古墳の築造は龍角寺古墳群の画期であると考えられている。浅間山古墳の築造以前は南隣の公津原古墳群を造営していた首長が地域を代表する首長であったが、浅間山古墳築造以後は龍角寺古墳群を造営した首長に主導権が移ったとされる。龍角寺古墳群を造営した首長は印波国造と考えられており、最近の研究では大生部直氏ではないかとされる。浅間山古墳の造営後、龍角寺古墳群では全国最大規模の方墳である岩屋古墳が造営され、7世紀後半には龍角寺が創建され、そして律令制下の郡衙跡も古墳群の近くに見つかっており、大生部直氏は古墳時代後期から律令制の時代に至るまでその勢力を保ち続けたと考えられる。
浅間山古墳そのものについても、まず漆塗りの木棺が使用されたと見られることは、ヤマト王権から伝えられた最新の技術を古墳築造に用いていたことを示すと考えられている。また石室前庭部に版築工法を用いたり、石室や石棺に白土を塗っていたりする点は、関東地方では前方後円墳以降の終末期の古墳で見られるもので、浅間山古墳は前方後円墳から終末期古墳である方墳や円墳、上円下方墳へと築造される古墳が変わっていく変革期に造営された古墳であることを示している。
出土した金銅製冠飾と銀製の冠、そして金銅製の馬具はヤマト王権ないしは畿内の有力豪族との関わりあいを示すと考えられ、香取海に面し、関東地方から東北方面へと向かう交通の要衝を押さえた浅間山古墳の被葬者が、ヤマト王権内で重要視され、その力を強めていったと考えられる。浅間山古墳の被葬者は、ヤマト王権の大王家と直結する壬生部の責任者であったと考える研究者もいる。
その一方で、浅間山古墳の石室と石棺に使用された片岩は、筑波山周辺からもたらされている。これは金鈴塚古墳の石棺が埼玉県の長瀞渓谷付近から運ばれた石材を用い、一方、埼玉古墳群の将軍山古墳では、石室に千葉県富津市の海岸から運ばれた石を用いているのと同様の現象であり、浅間山古墳の被葬者も関東地方の他地域の首長との連携を深めていたことがわかる。
浅間山古墳は最も新しい時期に築造された前方後円墳の一つであり、古墳そのものと発掘された出土品は、当時の首長のあり方を知る貴重な史料となっている。また浅間山古墳が所属する龍角寺古墳群は、古墳時代後期から7世紀の寺院建立、そして律令制における郡司の時代に至るまでの関東地方の一首長について知ることができる貴重な遺跡と評価され、以前より史跡とされていた岩屋古墳に追加する形で、龍角寺古墳群・岩屋古墳として2009年（平成21年）2月12日に国の史跡に指定され、出土品は2009年（平成21年）3月4日、千葉県の有形文化財に指定された。